# Bahnbetriebswerk Worms

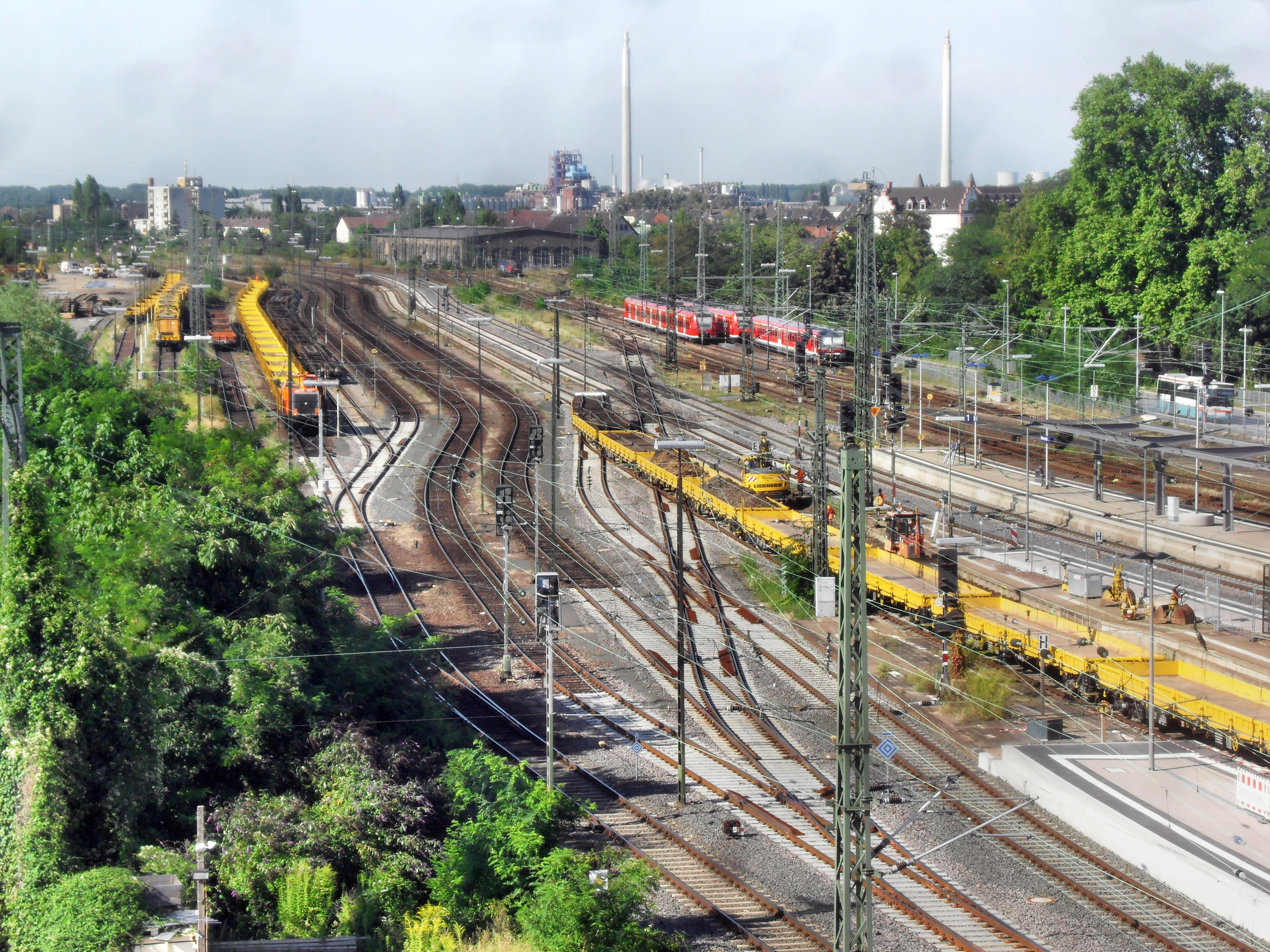
Bildmitte oben: Rechteckschuppen des Bw Worms vor dem Brand 2019

Das Bahnbetriebswerk Worms befand sich im nördlichen Bereich des Hauptbahnhofs Worms.

## Entstehung
Wann das erste Bahnbetriebswerk (Bw) der Hessischen Ludwigsbahn in Worms für die 1853 in Betrieb genommene Bahnstrecke Mainz–Mannheim und den Bahnhof Worms entstand, scheint nicht belegt. Hier waren 1893 zwölf Lokomotiven und die gleiche Zahl an Lokpersonalen stationiert. Bei Übernahme des Bahnbetriebswerks durch die Preußisch-Hessische Eisenbahngemeinschaft nach der Verstaatlichung der Hessischen Ludwigsbahn 1897 besaß es in den Lokomotivschuppen 12 Lokstände, es gab zwei Drehscheiben und im gesamten Bahnhofsbereich drei Wasserkräne.
Ein großer Schub im Verkehrsaufkommen erfolgte, als Ende 1900 die Rheinbrücke Worms in Betrieb ging und mit ihr der gesamte rechtsrheinische, auf Worms ausgerichtete Personenverkehr, der bis dahin im Bahnhof Rosengarten endete, ebenfalls in den Wormser Hauptbahnhof eingeführt wurde. In den folgenden Jahren wurden im Umfeld von Worms zudem einige Nebenstrecken eröffnet. Mit der dadurch erfolgenden Umstrukturierung der Bahnanlagen in Worms musste auch das BW neu gebaut werden. Es entstand direkt neben dem Personenbahnhof in der Bahnhofstraße und umfasste zunächst einen Rechteckschuppen, den später so bezeichneten „kleinen“ Rundlokschuppen, die Lokbehandlungsanlage, ein Gebäude für Lokleitung und Verwaltung und die Werkstatt. Der Wasserturm wurde nach Plänen aus dem Jahr 1900 errichtet. Es umfasste auch Werkstätten, darunter eine Schreinerei sowie eine Schlosserwerkstatt. Dazu erhielt es unter anderem eine Lehrlingswerkstatt für Maschinenschlosser und ein Übernachtungsgebäude für Triebfahrzeugführer. 1908 wurde eine Maschineninspektion eingerichtet.

## Betrieb
Im Durchschnitt betreute das neue Bahnbetriebswerk anfangs 50 Dampflokomotiven, darunter die Baureihen P 8, T 12, T 3, G 8 und G 8.1. 1908 kamen Akkumulatortriebwagen der preußischen Baureihe A (Bauart Wittfeld) hinzu. Für die Generatoren, die den Strom erzeugten, mit dem die Batterien der Fahrzeuge aufgeladen wurden, errichtete die Bahn einen Neubau. Auch war im Bw ein Hilfszug stationiert, auch noch in der Zwischenkriegszeit. Er bestand aus einem Mannschafts, einem Geräte- und einem Arztwagen.
Ab 1903 befand sich hier die zentrale Desinfektion für Güterwagen in Rheinhessen, die dem Viehtransport dienten. Sie war vorher in Alzey untergebracht.
Bis zum Beginn des Ersten Weltkriegs wuchsen die Aufgaben des Betriebswerks weiter an. So war das Wormser Bahnbetriebswerk für fast ganz Rheinhessen sowie den rechtsrheinischen Eisenbahnverkehr bis Frankfurt-Goldstein, Bensheim im westlichen Starkenburg und Mannheim verantwortlich. Zu dieser Zeit gehörte das Bahnbetriebswerk zur Preußisch-Hessischen Eisenbahngemeinschaft. Es hatte 1914 insgesamt 696 Mitarbeiter. Außenstellen besaß es in Alzey, Gau-Odernheim und Mannheim-Waldhof. Dabei war die Behörde zweigeteilt: Worms I war für den linksrheinischen Eisenbahnbetrieb auf 154 km zuständig, während Worms II für den rechtsrheinischen Zugverkehr auf insgesamt 133 km verantwortlich war. Das Wormser Bahnbetriebswerk betreute damals 170 Lokomotiven und vier Triebwagen.
1921 wurde ein großer Rundlokschuppen mit einer größeren Drehscheibe errichtet und die Anlage um zwei Stellwerke (IV und VI) ergänzt, über die die Ein- und Ausfahrt der Lokomotiven in den Personen- und güterbahnhof gesteuert wurde. Damals hatte das Betriebswerk etwa 200 Mitarbeiter. 1936 waren hier die Baureihen 38, 50, 56, 74 und 89 beheimatet. Während des Zweiten Weltkriegs kamen die Baureihen 42, 44 und 52 hinzu. 1941 arbeiteten hier 350, 1943 etwa 400–450 Personen, darunter auch Fremd- und Zwangsarbeiter aus Belgien, Frankreich, Polen und Russland. 1943 wurde das Bw um eine Lehrlingswerkstätte ergänzt.
Gegen Ende des Zweiten Weltkriegs waren 1944 hier 114 Lokomotiven und 10 Elektro-Triebwagen beheimatet, darunter nicht nur deutsche Baureihen, sondern auch solche, die durch die Kriegsereignisse nach Worms gelangt waren. In Folge des Luftangriffs auf Worms am 18. März 1945 wurden große Teile des Wormser Bahnbetriebswerks zerstört. Dazu zählten der Rechteckschuppen, der Ringlokschuppen und die Werkstätten. Nur noch 18 Lokomotiven waren nach Kriegsende einsatzfähig. In der Folgezeit wurde das Bahnbetriebswerk wieder aufgebaut, so dass am Ende der Ringlokschuppen, ein neuer Rechteckschuppen und ein Ausbesserungsschuppen standen. Außerdem verfügte es nach dem Aufbau über die Büros der Lokleitung, eine Bekohlungsanlage, einen Wasserturm sowie zwei Drehscheiben. Eine Triebwagenwerkstätte gehörte nach dem Aufbau ebenfalls zum Bahnbetriebswerk, denn der Einsatz von Akkumulatorentriebwagen wurde fortgesetzt. 1950 hatte das Bw etwa 450 Mitarbeiter. Ab den 1950er Jahren wurde die neue Baureihe ETA 150 (später: 515) hier beheimatet. Der Bestand wuchs bis 1984 auf 47 Fahrzeuge an. Bis 1988 wurden die Akkutriebwagen durch Dieseltriebwagen der Baureihe 628 ersetzt.
1952 wurde das Bahnbetriebswerk Alzey aufgelöst und das Bahnbetriebswerk Worms übernahm den größten Teil der Aufgaben. Etwa 70 Mitarbeiter wechselten damals von Alzey nach Worms und 11 Lokomotiven der Baureihe 56.
Als 1957 die Bahnstrecke Mainz–Mannheim elektrifiziert wurde, sank die Zahl der Dampflokomotiven im Wormser Bahnbetriebswerk auf 58. Allerdings waren trotz der Elektrifizierung im Personennahverkehr weiterhin meist Akkumulatortriebwagen im Einsatz. 1967 schließlich verließ die letzte Dampflokomotive, die 050 472, Worms.
1982 kam es zu einer Umstrukturierung, bei der die Unterhaltung der Bahnbusse ausgegliedert wurde. Dadurch sank die Zahl der Mitarbeiter auf einen bis dahin nie erreichten Tiefststand von 190. In der Folge verlor das Bahnbetriebswerk Worms zum 1. Oktober 1984 seine Eigenständigkeit und wurde eine Außenstelle des Bahnbetriebswerk Mainz. Die noch in Worms stationierten Akkumulatortriebwagen wurden buchmäßig dem Bahnbetriebswerk Mainz überschrieben, die Wartung der Triebwagen verblieb jedoch noch bis zum 13. Januar 1989 in Worms. Zum 1. Januar 1998 wurde auch diese Außenstelle aufgelöst und das verbliebene Personal – 38 Lokomotivführer – der Zweigstelle Ludwigshafen zugeordnet.

## Nachnutzung und Brand 2019

Lokhalle nach dem Brand 2019 mit zerstörten Fahrzeugen im Innern

Die Lokomotivhalle wurde an einen Verein verkauft, der dort historische Schienenfahrzeuge unterstellte. Nach zwei vorangegangenen Versuchen brannte der Schuppen nach einer weiteren Brandstiftung am 8. November 2019 vollständig aus. Das Dach stürzte ein und zahlreiche historische Fahrzeuge erlitten Totalschaden. Darunter befanden sich zwei Lokomotiven der Baureihe E 44 aus dem Bestand des DB-Museums, mehrere Schienenbus-Beiwagen, weitere Personen- und Güterwagen sowie zwei Triebwagen der Kahlgrund Verkehrs-GmbH (VB 165 und VB 167). Die zum Teil jugendlichen Täter wurden gefasst, der Haupttäter am 22. April 2020 vom Amtsgericht Worms zu zwei Jahren Jugendstrafe mit Vorbewährung verurteilt.

## Wissenswert
In Worms hatte der „Verein deutscher Lokomotivführer und Heizer“ seinen Sitz. Das gefiel dem preußischen Minister für öffentliche Arbeiten, dem preußischen Eisenbahnminister, gar nicht, da der Verein, weil er im Großherzogtum Hessen residierte, von ihm nicht überwacht werden konnte.